# 牛排番茄

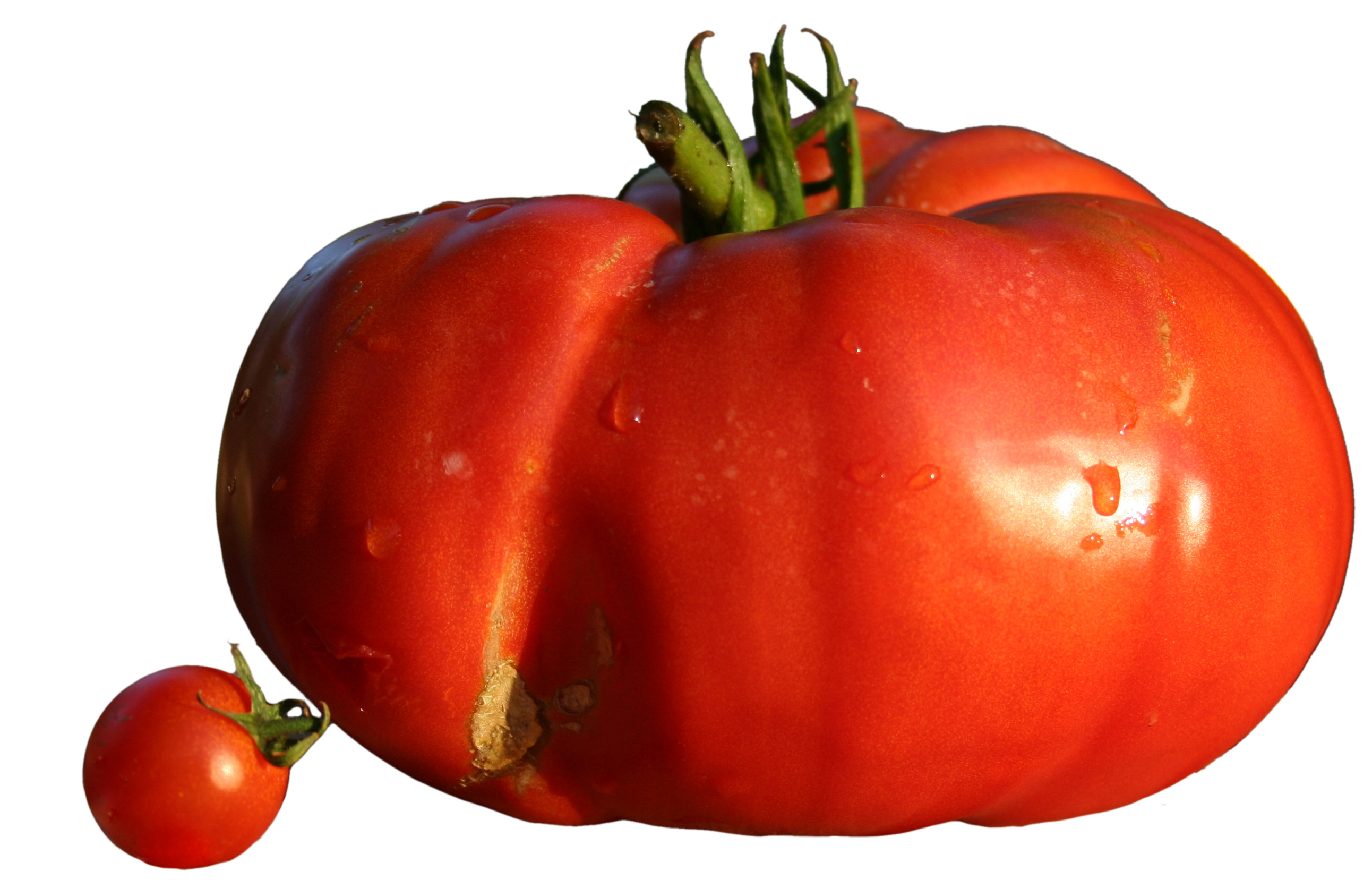
牛排番茄与小番茄

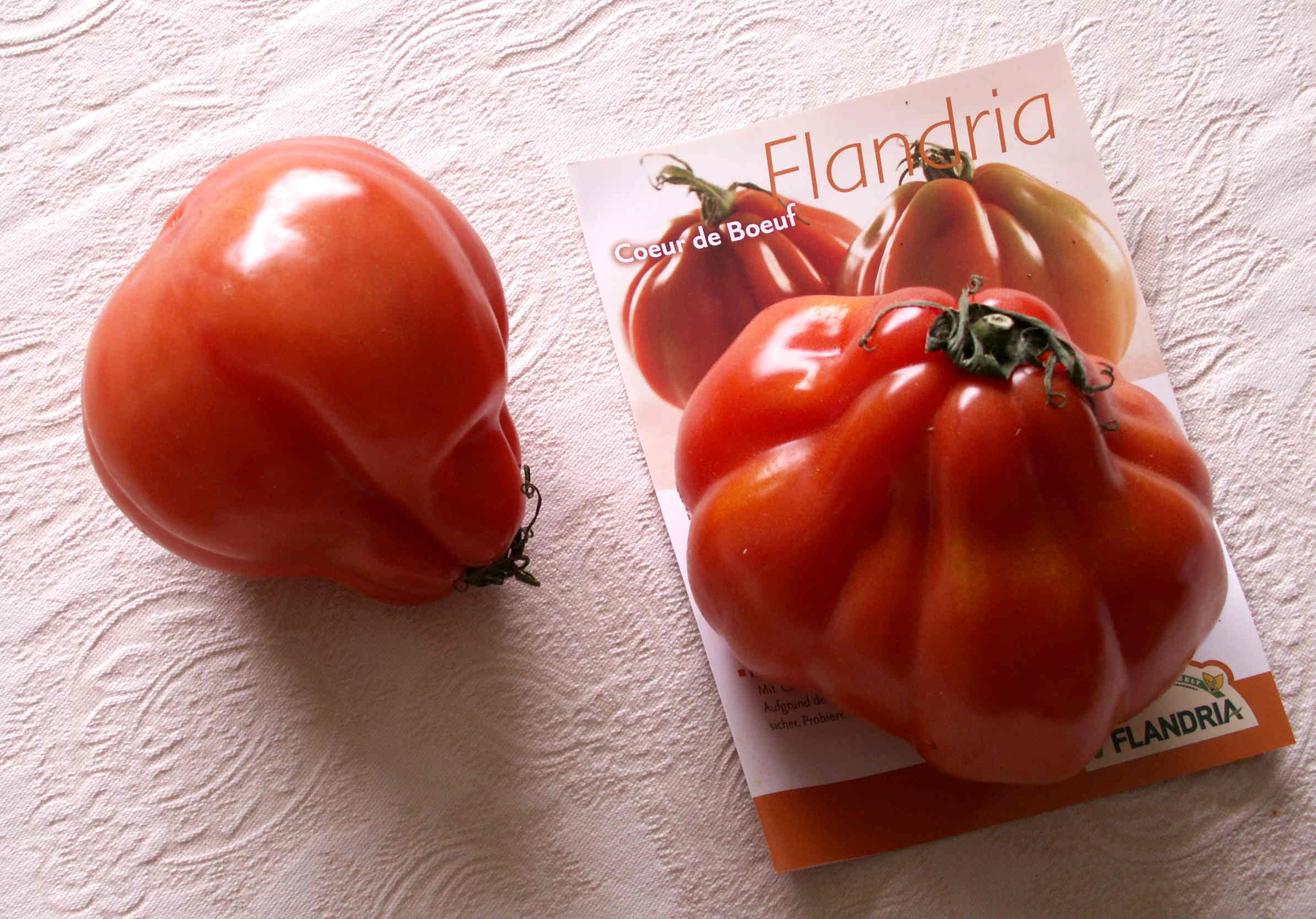
牛排番茄

牛排番茄（Beefsteak tomato）是目前人工培育番茄品种中最大的品种，其重量可达到和超过450克（0.99英磅）。多数的牛排番茄是鲜红色或者粉红色，果实内部有很多小籽囊。目前牛排番茄并没有被广泛种植，因为它的体积与形状较其他品种的番茄更难加工处理。

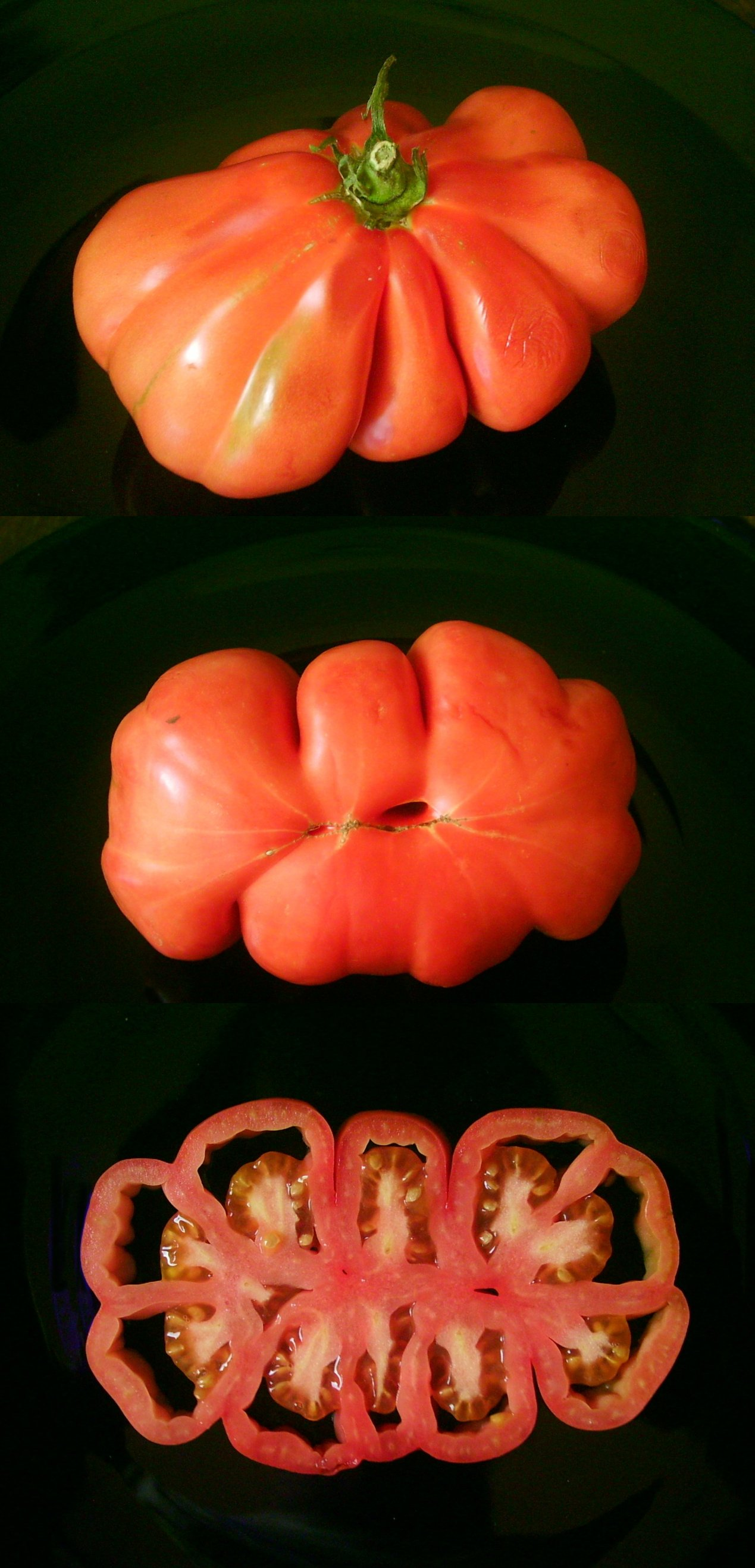
牛排番茄的顶视图，底视图和切片。

牛排番茄是由一位美国农夫 Johann Heinrich Muster 培育出来的。他也因此获得一枚由美国总统颁发的美国国旗作为奖励。